# Circularité de hauteur sonore
Cet article court présente un sujet plus développé dans : Hauteur (musique).
La circularité de jugements de hauteur sonore désigne le retour périodique de sons perçus comme équivalents dans  l'échelle des hauteurs musicale, des sons graves aux sons aigus.
On connaît depuis longtemps le principe de l'équivalence des octaves, et les auditeurs, même entraînés, se trompent plus souvent d'une octave que d'un demi-ton. L'échelle musicale est cyclique.
Des séries de sons musicaux de synthèse, composés de partiels harmoniques judicieusement dosés mettent en évidence l'indépendance du jugement de hauteur par rapport à la perception du son comme grave ou comme aigu. Des séries présentent des notes dont la hauteur semble augmenter sans fin ; pour d'autres, le ton descend continûment, tout en montant.
En psychoacoustique, on distingue la hauteur dite brute ou spectrale, qui caractérise les sons sur une échelle de grave à aigu, quelle que soit leur harmonicité et leur durée, et la hauteur tonale, qui reflète la situation d'un son musical, riche en harmoniques et d'une durée suffisante, dans le cycle des tonalités.

## Description

Escalier de Penrose, une métaphore visuelle de la circularité de hauteur sonore,.

La hauteur est souvent décrite comme s'étendant le long d'un continuum unidimensionnel de haut en bas. On peut en faire l'expérience en déplaçant sa main d'une extrémité à l'autre du clavier d'un piano.
Ce continuum est connu sous le nom de hauteur sonore. Cependant, cette hauteur peut également varier de manière circulaire, connue sous le nom de hauteur nominale, pitch class (en) ou chroma (Demany 1999). Dans certaines situations, ces hauteurs mènent à une perception auditive d'augmentation ou de diminution infinie de la hauteur, de manière semblable à l'effet visuel engendré par une enseigne de barbier.